# Thalamita stephensoni
Thalamita stephensoni är en kräftdjursart som beskrevs av Crosnier 1962. Thalamita stephensoni ingår i släktet Thalamita och familjen simkrabbor. Inga underarter finns listade i Catalogue of Life.